# Il caffè-concerto agli Ambassadeurs
Il caffè-concerto agli Ambassadeurs è un dipinto a pastello (37x27 cm) realizzato nel 1877 dal pittore francese Edgar Degas. È conservato nel Musée des Beaux-Arts di Lione.
Questo quadro venne esposto alla terza mostra degli impressionisti nel 1877.